# Ovie Mughelli
Ovie Phillip Mughelli (* 10. Juni 1980 in Charleston, South Carolina) ist ein ehemaliger US-amerikanischer American-Football-Spieler auf der Position des Fullbacks. Er spielte für die Baltimore Ravens und die Atlanta Falcons in der National Football League (NFL).

## Frühe Jahre
Mughelli ging in seiner Geburtsstadt Charleston auf die High School. Später besuchte er die Wake Forest University. Die Zeitschrift USA Today wertete ihn zum Zeitpunkt seines letzten College-Jahres auf Platz 1 der Fullbacks im College Football.

## NFL

### Baltimore Ravens
Mughelli wurde im NFL-Draft 2003 von den Baltimore Ravens in der vierten Runde an 134. Stelle ausgewählt. In der Saison 2006, am 12. November 2006, beim Spiel gegen die Tennessee Titans erzielte er seinen ersten Touchdown in der NFL.

### Atlanta Falcons
Am 2. März 2007 unterschrieb Mughelli einen Sechs-Jahres-Vertrag bei den Atlanta Falcons. Nach der Saison 2010 wurde er für den Pro Bowl nominiert. Am 8. Mai 2012 wurde er von den Falcons entlassen.

### St. Louis Rams
Am 28. Juli 2012 unterschrieb er einen Vertrag bei den St. Louis Rams. Er wurde jedoch noch vor Saisonbeginn, am 31. August 2012 wieder entlassen.

## Nach der Karriere
2012 fing Mughelli bei einem amerikanischen Sport-Radiosender als Moderator an.